# Oceanografía química

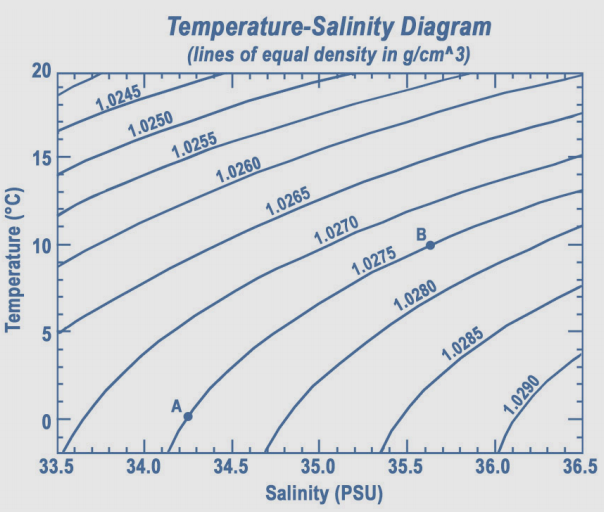
Gráfico que relaciona la densidad del agua con la salinidad y la temperatura

La oceanografía química es el estudio de la química marina: el comportamiento de los elementos químicos dentro de los océanos. El océano es el único que contiene - en mayor o menor cantidad - casi todos los elementos de la tabla periódica. 
Gran parte de la oceanografía química describe los ciclos de tales elementos tanto en el propio mar como en otras esferas del sistema terráqueo (ver ciclo biogeoquímico). Esos ciclos se caracterizan tanto como flujos cuantitativos, entre constituyentes reservorios definidos dentro del sistema oceánico y como tiempo de residencia dentro del océano. De particular significancia global y climática son los ciclos de los elementos activos biológicamente, tales como el ciclo del carbono, el ciclo del nitrógeno y el ciclo del fósforo tanto como los que son traza como el hierro. 
Otra área importante de estudio en oceanografía química es el comportamiento de los isótopos (ver geoquímica de isótopos) y cómo pueden ser utilizados como trazadores de los procesos oceanográficos y climáticos pasados y presentes. Por ejemplo, la incidencia del 18O (el isótopo pesado del oxígeno 16) puede usarse como indicador de la extensión del Indlandsis polar, y los isótopos del boro son indicadores claves de los contenidos de pH y de CO2 en los océanos en el pasado geológico.